# Grevillea thelemanniana
Grevillea thelemanniana é uma espécie de planta com flores da família Proteaceae, sendo endêmica de Perth, na Austrália Ocidental. Trata-se de um arbusto espalhado com folhas lineares e pinadas, com lobos lineares a estreitamente elípticos, e grupos de 6 a 14 flores rosadas-avermelhadas e creme, com um estilete vermelho de ponta verde.

## Descrição
Grevillea thelemanniana é um arbusto espalhado que geralmente cresce entre 0,5 e 1 metro de altura e de 1 a 2,5 metros ou mais de largura. Suas folhas são lineares e pinadas, medindo de 25 a 45 mm de comprimento, com 2 a 5 lobos; os lobos terminais das folhas divididas têm de 2 a 8 mm de comprimento, enquanto as folhas lineares e os lobos terminais das folhas divididas possuem de 1,0 a 1,5 mm de largura. A superfície superior das folhas é mais ou menos glabra, com as bordas curvadas para baixo ou enroladas, e a inferior é sedosa e peluda. As flores formam grupos cilíndricos de 6 a 14, dispostos de um lado de um racemo de 5 a 15 mm de comprimento. As flores são rosadas-avermelhadas e creme, com o estilete vermelho de ponta verde e o pistilo medindo de 24 a 28 mm de comprimento. A floração ocorre de julho a outubro, e o fruto é um folículo oblongo a elíptico de 12 a 13 mm de comprimento.

## Taxonomia
Grevillea thelemanniana foi formalmente descrita em 1839 por Stephan Ladislaus Endlicher em Novarum Stirpium Decades, a partir de uma descrição não publicada de Carl Alexander Anselm von Hügel. O epíteto específico (thelemanniana) homenageia C. Thelemann, um jardineiro vienense.

## Distribuição e habitat
Grevillea thelemanniana cresce em charcos úmidos no inverno, em áreas de vegetação rasteira, nos subúrbios de Cannington [en], Kenwick [en] e Kenwick [en], em Perth, na Austrália Ocidental.

## Conservação
Grevillea thelemanniana é classificada como "criticamente em perigo" pelo governo australiano, sob a Environment Protection and Biodiversity Conservation Act 1999, e como "Ameaçada" pelo Departamento de Biodiversidade, Conservação e Atrações do governo da Austrália Ocidental, indicando que está em risco de extinção.